# Debian Alioth
Debian Alioth è una parte del progetto Debian che dal 2003 ospita GForge per lo sviluppo di software libero, con particolare riferimento a Debian GNU/Linux.
Gran parte dei progetti ospitati su Alioth sono volti alla pacchettizzazione di software esistente in formato Debian. Sono però presenti anche progetti non legati a Debian, come il progetto SANE, Scanner Access Now Easy.